# Crime Story (película)
Crime Story (en chino: 重案組, en español: Historia de un crimen) es una película de artes marciales y acción de Hong Kong estrenada el 24 de junio de 1993, dirigida por Kirk Wong y protagonizada por Jackie Chan, Kent Cheng, Law Kar-ying y Puishan Au-yeung. De forma diferente a las películas previas protagonizadas por Jackie Chan que regularmente combinaban escenas de acción y de artes marciales con momentos de comedia, la temática de Crime Story es más seria. La película está basada en hechos reales ocurridos en 1990 tras el secuestro del empresario y multimillonario chino Teddy Wang.
A diferencia de películas anteriores de Jackie Chan como El maestro borracho o La armadura de Dios, la historia de Crime Story se centra en una temática más seria, dejando de lado las escenas de humor que caracterizaban las primeras producciones de Chan. 

## Sinopsis
El inspector Eddie Chan de la policía de Hong Kong, que sufre de estrés emocional después de disparar a varios hombres en defensa propia, es asignado para rastrear al empresario y multimillonario secuestrado Wong Yat-fei. La búsqueda lo lleva de Hong Kong a Taiwán, lo que ocasiona que se cruce con algunos poderosos mafiosos que harán de su misión un serio problema. Lo que complica las cosas es que uno de los secuestradores está operando dentro de la fuerza policial, decidido a impedir que Chan tenga éxito en su misión. El inspector Chan se encuentra luchando contra sus demonios personales y su estrés emocional al mismo tiempo que lucha contra la ola aparentemente interminable de crímenes en la ciudad.

## Reparto
- Jackie Chan como Eddie Chan.
- Kent Cheng como Hung Ting-bong.
- Law Kar-ying como Wong Yat-fei.
- Puishan Au-yeung como Wong Yat-fei's wife.
- Blackie Ko como el capitán Ko.
- Pan Lingling como la psiquiatra.
- Christine Ng como Lara.
- Chung Fat como Ng Kwok-wah.
- Ken Lo como Ng Kwok-yan.
- Wan Fat como Simon Ting.
- William Tuan como el superintendente Cheung.
- Wan Seung-lam como Yen Chi-sheng.
- Mars como el ladrón de bancos.
- Chan Tat-kwong como el ladrón de bancos.
- Johnny Cheung como Black Dog.
- Wong Chi-wai como Black Dragon.
- James Ha como el secuestrador.
- Yu Kwok-lok como el secuestrador.
- Wong Yiu como el secuestrador.
- Rocky Lai como el mafioso de Taiwán.
- Jameson Lam como el policía.

## Producción
De acuerdo a la autobiografía de Jackie Chan I Am Jackie Chan: My Life in Action, las piernas del actor se rompieron cuando quedaron atrapadas entre dos autos mientras se encontraba filmando la escena inicial de la cinta. La película fue filmada en locaciones de Hong Kong y Taiwán en 42 días, entre el 9 de julio y el 20 de agosto de 1992, un año antes de su estreno en tierras asiáticas. Una de las escenas más costosas de la cinta, en la que un edificio es destruido por una explosión, fue filmada en la ciudad desierta de Kowloon, la cual se encontraba en proceso de demolición en ese momento.
El actor y productor chino Jet Li fue considerado inicialmente para encarnar al inspector Eddie Chan. Sin embargo, Li rechazó el ofrecimiento para dedicarse de lleno a su actuación en la cinta Batalla de honor de 1993. El papel del inspector Eddie Chan fue ofrecido finalmente a Jackie Chan.

## Recepción y taquilla
Crime Story recibió críticas generalmente positivas, las cuales citaron el positivo cambio en la manera de actuar de Jackie Chan en sus producciones anteriores, en beneficio de una interpretación más dramática, acorde a su personaje de inspector de la policía. La película actualmente cuenta con un nivel de aprobación del 94% en el sitio web Rotten Tomatoes.
Crime Story obtuvo 27.457.147 de dólares de Hong Kong en la taquilla de las salas de cine de ese país, una cifra un poco más baja que la usual en las películas de Jackie Chan de la época.

## Versión estadounidense
Una versión para los Estados Unidos fue publicada en formato DVD el 18 de julio del año 2000 por la compañía Miramax. Fue lanzada con anterioridad en cines del país norteamericano, en agosto de 1996. El nombre del personaje de Chan fue cambiado de "Eddie" a "Jackie" en el correspondiente doblaje, y algunas escenas fueron cortadas. Hubo cuatro cambios en la versión de Miramax:
- Fue removida la secuencia de pre-créditos inicial.
- Una escena donde Wong es arrojado por la borda.
- La escena en la que la esposa de Wong Yat-fei le dice que le agradezca al inspector Chan.
- La escena donde Chan quema la maleta de Wong.

Luego del éxito obtenido con la película Rumble In The Bronx, Miramax quiso llevar a los cines estadounidenses a Crime Story de nuevo, pero Jackie Chan no estuvo de acuerdo, por lo que Miramax llevó a los cines la película Police Story 3: Supercop (1992) en lugar de Crime Story.